# Palinurellus gundlachi
Palinurellus gundlachi is een tienpotigensoort uit de familie van de Palinuridae. De wetenschappelijke naam van de soort is voor het eerst geldig gepubliceerd in 1878 door von Martens.